# Volcà de Can Barraca
El Volcà de Can Barraca és un volcà situat al municipi d'Olot, a la comarca catalana de la Garrotxa.